# Geglätteter Blattkäfer

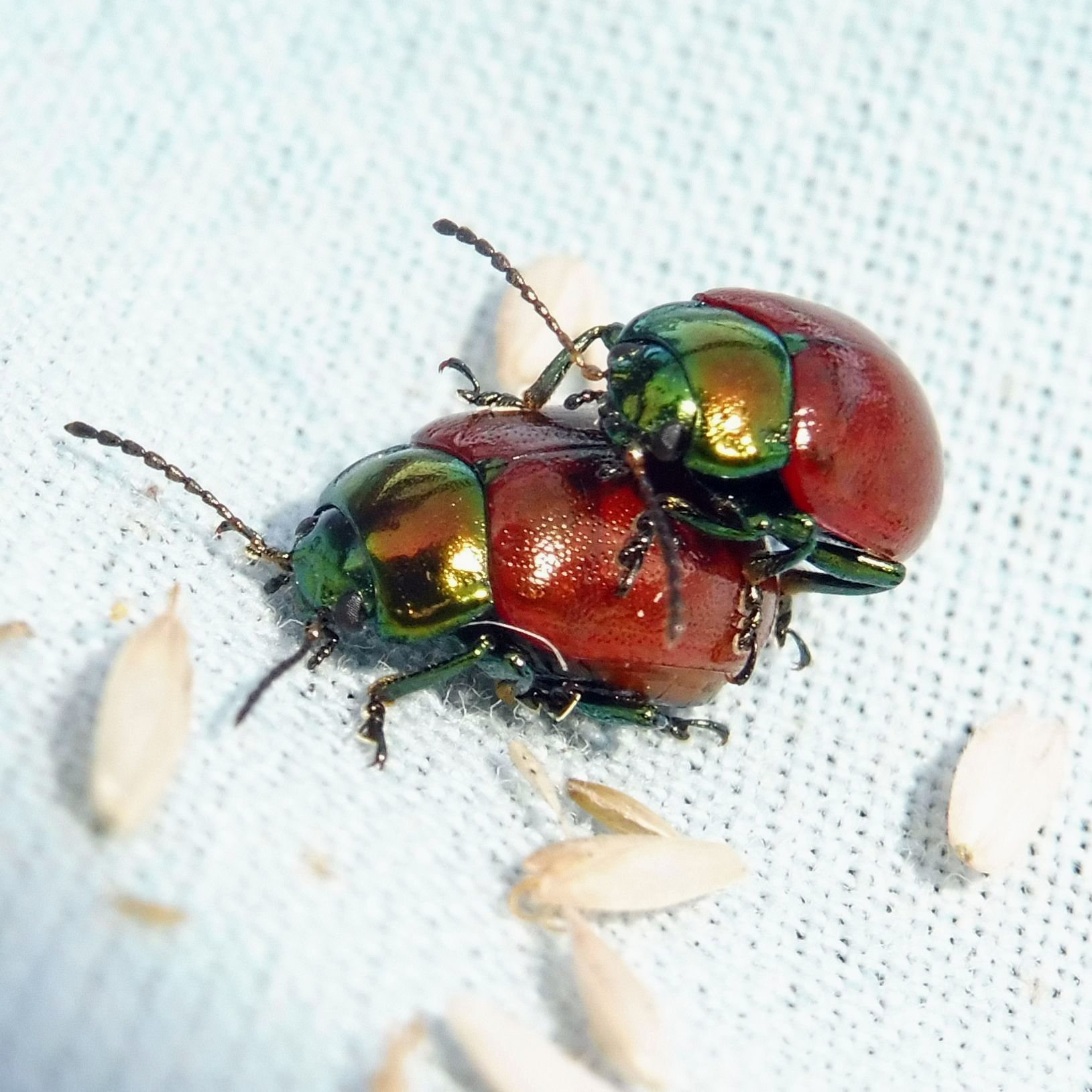
Geglätteter Blattkäfer (Chrysolina polita), Paarung

Der Geglättete Blattkäfer (Chrysolina polita) ist ein Käfer aus der Familie der Blattkäfer (Chrysomelidae).

## Merkmale
Der Geglättete Blattkäfer wird 6,5 bis 8,5 mm lang. Kopf, Halsschild und Schildchen sind metallisch glänzend grünlich bis kupfrig. Die rotbraunen Flügeldecken sind ohne Metallschimmer.

## Verbreitung
Die Käferart ist in der gesamten Paläarktis verbreitet.

## Lebensweise
Die Käfer fliegen von März bis Oktober. Man findet sie meist auf Lippenblütlern wie Minze, Melisse, Salbei, Gemeinem Dost oder Gundermann.

## Taxonomie
Die Art wurde als Chrysomela polita Linnaeus, 1758 erstbeschrieben. Sie gehört innerhalb der Gattung Chrysolina in die Untergattung Erythrochrysa und ist deren Typusart. Die aus Baden-Württemberg beschriebene Chrysomela menthae Schrank, 1776 (auch in den Kombinationen Chrysolina menthae, Chrysolina polita menthae) gilt als Synonym dieser Art.
Neben der Nominatform werden folgende Unterarten angegeben:
- Chrysolina polita adamsi (Baly, 1879). Iran, Nordwest-China, Mongolei.
- Chrysolina polita ogloblini (Ter-Minasian, 1950). Armenien.